# Collision à l'aéroport de Guangzhou Baiyun
Le 2 octobre 1990, un Boeing 737 victime d'un détournement aérien, effectuant le vol Xiamen Airlines 8301, est entré en collision avec deux autres avions sur les pistes de l'ancien aéroport international de Guangzhou Baiyun, alors qu'il tentait d'atterrir. L'avion détourné a d'abord percuté un Boeing 707 assurant le vol China Southwest Airlines 4305, n'infligeant que des dommages mineurs, mais est ensuite entré en collision avec le vol China Southern Airlines 3523, un Boeing 757 attendant de décoller, avant de se retourner et de s'immobiliser sur le dos. Au total, 128 personnes ont été tuées, dont 7 des 9 membres d'équipage et 75 des 93 passagers du vol 8301 et 46 des 110 passagers du vol 3523.

## Détournement du vol 8301
Le mardi 2 octobre 1990, le vol Xiamen Airlines 8301, assuré par un Boeing 737-247 de Xiamen Airlines, a été détourné par Jiang Xiaofeng, un agent d'achat de 21 ans originaire du Hunan, en Chine, qui demandait l'asile politique à Taiwan.
Avant le détournement et peu de temps après le décollage de l'avion de l'aéroport international de Xiamen-Gaoqi, Jiang s'est approché du cockpit, tenant un bouquet de fleurs. Les gardes de sécurité l'ont laissé entrer; pensant que Jiang souhaitait offrir des fleurs aux pilotes comme cadeau pour la Fête de la mi-automne. Une fois dans le cockpit, il aurait ouvert sa veste pour révéler ce qui semblait être des explosifs attachés à sa poitrine. Jiang a ordonné à tous les membres d'équipage de sortir du cockpit, à l'exception du pilote, Cen Longyu, à qui il a ordonné de se rendre à Taipei. Le pilote n'a pas obtempéré, continuant plutôt vers la destination originale de Guangzhou.
La communication avec le vol a été perdue par le contrôle aérien. Il a finalement été rétabli par l'aéroport de Guangzhou, qui a autorisé le pilote à atterrir sur n'importe quel aéroport disponible. Le pilote a déclaré que le seul autre aéroport que l'avion pouvait atteindre avec la quantité de kérosène qui leur resté était celui de Hong Kong. Les contrôleurs de vol de Guangzhou ont accepté d'autoriser l'avion à atterrir à Hong Kong, à faire le plein et à se rendre à Taipei. Jiang a refusé de permettre cela et a menacé de faire sauter l'avion s'il atterrissait à Hong Kong. Le pilote a effectué des cercles au-dessus de Guangzhou, tentant de raisonner Jiang. Il a finalement été contraint de faire atterrir l'avion alors qu'il commençait à manquer de carburant.

## Atterrissage et collisions au sol

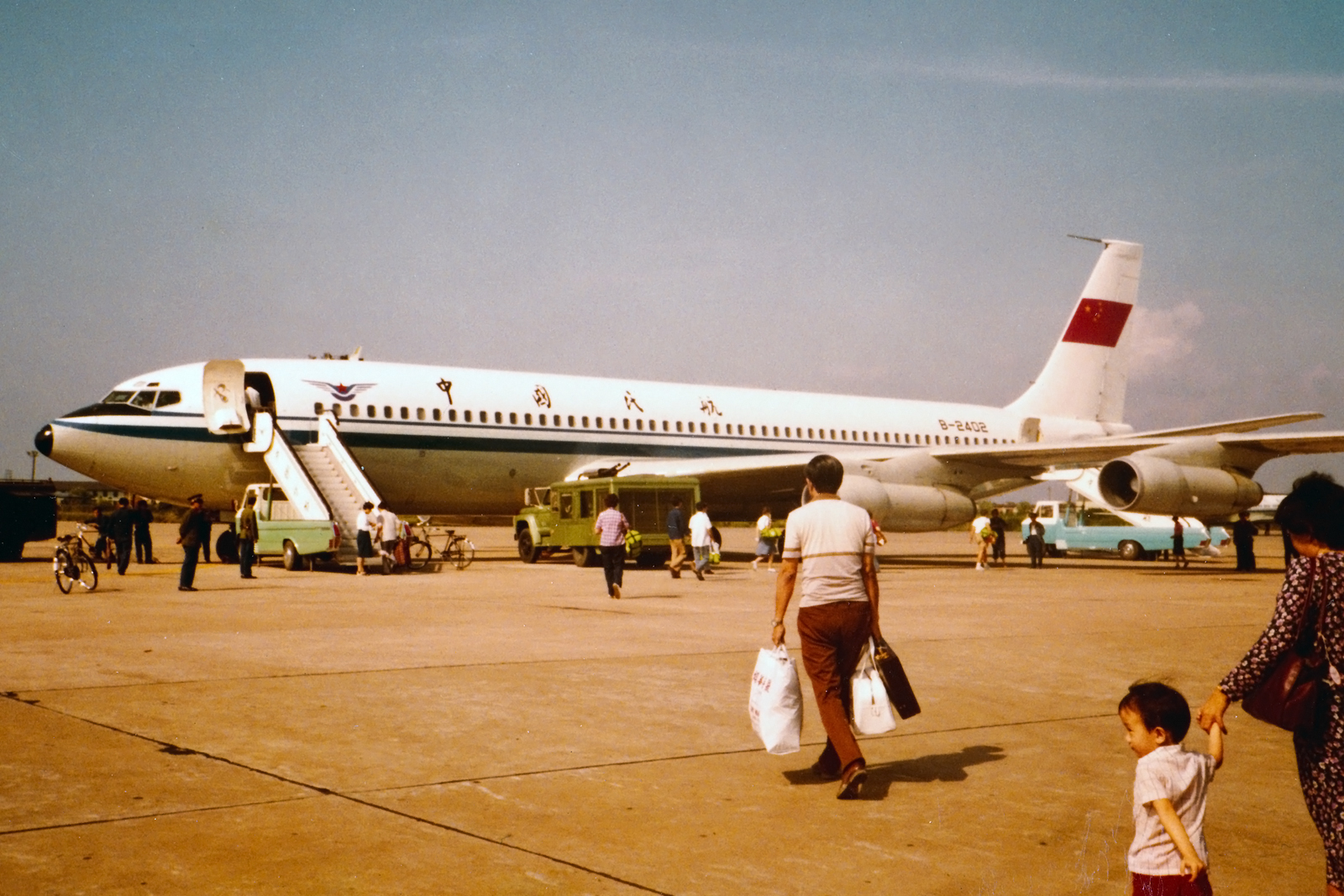
B-2402, le Boeing 707 de China Southwest Airlines impliqué dans les collisions, ici en 1983.

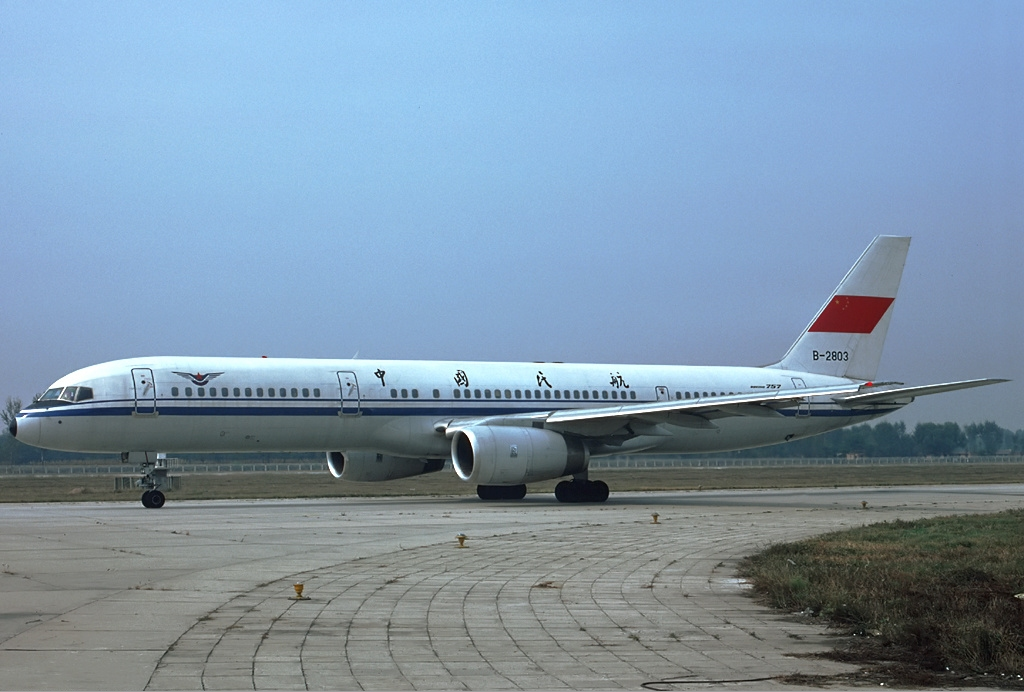
Un Boeing 757-200 de China Southern Airlines portant la livrée CAAC, similaire à l'avion accidenté.

Quelques instants avant l'atterrissage, Jiang a réussi à prendre le contrôle de l'avion au pilote. Le 737 a atterri à une vitesse excessive et a percuté latéralement un Boeing 707-3J6B stationné sur la piste, assurant le vol 4305 de China Southwest Airlines qui venait d'arriver de Chengdu, blessant légèrement le pilote, qui se trouvait dans le cockpit à ce moment-là. Toujours incapable de s'arrêter, le 737 hors de contrôle est alors entré en collision avec le vol 3523 de China Southern Airlines, un Boeing 757-21B attendant de partir pour Shanghai, avant de se retourner sur le dos et de s'arrêter.
Dans le 737 de Xiamen Airlines, 7 des 9 membres d'équipage et 75 (dont 30 Taïwanais , 3 Hongkongais et un Américain ) des 93 passagers sont morts. Dans le 757 de China Southern Airlines, les 12 membres d'équipage ont survécu et 46 des 110 passagers sont morts. Parmi les passagers décédés dans le 757, 8 venaient de Taïwan. Au total, 128 personnes sont mortes dans la catastrophe, dont Jiang, le pirate de l'air de l'avion de Xiamen Airlines.

## Le pirate de l'air
Jiang Xiaofeng est né le 11 août 1969 dans le Xian de Linli, dans la province du Hunan. Jiang a été arrêté une fois pour vol en septembre 1988. Alors qu'il travaillait comme agent d'achat en 1990, il s'est enfui le 13 juillet avec 17 000 Yuan (2250 €) qui lui ont été remis pour l'achat de marchandises pour son entreprise. Il était recherché par la police au moment du détournement pour ce vol.
Deux mois plus tard, le 29 septembre, Jiang s'est enregistré dans un hôtel près des frontières de Xiamen. Le lendemain, il a réservé un siège sur le vol qu'il détournerait. Jiang a quitté l'hôtel, vers 6h00 du matin le 2 octobre, et s'est dirigé vers l'aéroport. Il a été vu vêtu d'un costume noir et de chaussures noires, portant une valise noire et tenant des roses en plastique. Jiang a été le dernier à monter dans l'avion. Il était assis au siège 16D, à l'avant de l'appareil.